# Biafloden
Bia er en flod, der primært ligger i Ghana og løber gennem Ghana og Elfenbenskysten, og munder ud i Aby lagunen ved den ghanesiske grænse til Elfenbenskysten En vandkraftdæmning blev bygget tværs over Bia ved byen Ayamé i 1959, hvilket medførte  dannelsen af Ayamesøen.

## References
1. 1 2  Ghana: Rivers and Lakes
2. ↑  Seu-Anoï, N. M.; Ouattara, A.; Koné, Y. J.-M.; Gourène, G. (2011). "Seasonal distribution of phytoplankton in the Aby lagoon system, Ivory Coast, West Africa". African Journal of Aquatic Science. 36 (3): 321-330. doi:10.2989/16085914.2011.643561.
3. ↑  Lake Ayame Arkiveret March 15, 2007, hos  Wayback Machine. mnhn.fr.
4. ↑  Konan F K, Edia E O, Bony Y K, Ouattara A and Gourène G 2013: Fish assemblages in the Bia river-lake system (south-eastern Ivory Coast): A self-organizing map approach. Livestock Research for Rural Development. Volume 25, Article #13. Retrieved November 21, 2014